# Giải BAFTA lần thứ 44
Giải BAFTA lần thứ 44 được trao bởi Viện Hàn lâm Nghệ thuật Điện ảnh và Truyền hình Anh Quốc năm 1991 để tôn vinh những bộ phim xuất sắc nhất năm 1990.
Goodfellas của Martin Scorsese đoạt giải Phim hay nhất, Đạo diễn, Kịch bản chuyển thể, Dựng phim và Thiết kế phục trang xuất sắc nhất. Cinema Paradiso (Nuovo cinema Paradiso), do Giuseppe Tornatore làm đạo diễn, đoạt năm giải, trong đó có Phim hay nhất không nói tiếng Anh, Nam diễn viên chính (Philippe Noiret) và Nam diễn viên phụ (Salvatore Cascio) xuất sắc nhất.

## Chiến thắng và đề cử
| Phim hay nhất Goodfellas – Irwin Winkler và Martin Scorsese - Crimes and Misdemeanors – Robert Greenhut và Woody Allen - Driving Miss Daisy – Richard D. Zanuck, Lili Fini Zanuck và Bruce Beresford - Người đàn bà đẹp – Arnon Milchan, Steven Reuther và Garry Marshall | Đạo diễn xuất sắc nhất Martin Scorsese – Goodfellas - Bruce Beresford – Driving Miss Daisy - Giuseppe Tornatore – Cinema Paradiso - Woody Allen – Crimes and Misdemeanors |
| Nam diễn viên chính xuất sắc nhất Philippe Noiret – Cinema Paradiso vai Alfredo - Robert De Niro – Goodfellas vai James Conway - Sean Connery – The Hunt for Red October vai Marko Aleksandrovich - Tom Cruise – Born on the Fourth of July vai Ron Kovic | Nữ diễn viên chính xuất sắc nhất Jessica Tandy – Driving Miss Daisy vai Daisy Werthan - Julia Roberts – Người đàn bà đẹp vai Vivian Ward - Michelle Pfeiffer – The Fabulous Baker Boys vai Susie Diamond - Shirley MacLaine – Postcards from the Edge vai Doris Mann                  |
| Nam diễn viên phụ xuất sắc nhất Salvatore Cascio – Cinema Paradiso vai Salvatore Di Vita - Alan Alda – Crimes and Misdemeanors vai Lester - Al Pacino – Dick Tracy vai Alphonse Caprice - John Hurt – The Field vai Bird O'Donnell | Nữ diễn viên phụ xuất sắc nhất Whoopi Goldberg – Ghost vai Oda Mae Brown - Anjelica Huston – Crimes and Misdemeanors vai Dolores Paley - Billie Whitelaw – The Krays vai Violet Kray - Shirley MacLaine – Steel Magnolias vai Louisa Boudreaux                                        |
| Kịch bản gốc xuất sắc nhất Cinema Paradiso – Giuseppe Tornatore - Crimes and Misdemeanors – Woody Allen - Ghost – Bruce Joel Rubin - Người đàn bà đẹp – J. F. Lawton | Kịch bản chuyển thể xuất sắc nhất Goodfellas – Nicholas Pileggi và Martin Scorsese - Born on the Fourth of July – Oliver Stone và Ron Kovic - Driving Miss Daisy – Alfred Uhry - Postcards from the Edge – Carrie Fisher - The War of the Roses – Michael J. Leeson                   |
| Quay phim xuất sắc nhất The Sheltering Sky – Vittorio Storaro - Cinema Paradiso – Blasco Giurato - Glory – Freddie Francis - Goodfellas – Michael Ballhaus | Thiết kế phục trang xuất sắc nhất Goodfellas – Richard Bruno - Cinema Paradiso – Beatrice Bulgari - Dick Tracy – Milena Canonero - Người đàn bà đẹp – Marilyn Vance |
| Dựng phim xuất sắc nhất Goodfellas – Thelma Schoonmaker - Cinema Paradiso – Mario Morra - Crimes and Misdemeanors – Susan E. Morse - Dick Tracy – Richard Marks | Hóa trang và làm tóc xuất sắc nhất Dick Tracy – John Caglione Jr. và Doug Drexler - Cinema Paradiso – Maurizio Trani - Ghost – Ben Nye Jr. - The Witches – Christine Beveridge và Jim Henson's Creature Shop                                                                          |
| Nhạc phim hay nhất Cinema Paradiso – Ennio Morricone và Andrea Morricone - The Fabulous Baker Boys – Dave Grusin - Memphis Belle – George Fenton - Postcards from the Edge – Carly Simon | Thiết kế sản xuất xuất sắc nhất Dick Tracy – Richard Sylbert - Cinema Paradiso – Andrea Crisanti - The Hunt for Red October – Terence Marsh - The Sheltering Sky – Gianni Silvestri                                                                                                   |
| Âm thanh xuất sắc nhất The Fabulous Baker Boys – J Paul Huntsman, Stephan Von Hase, Chris Jenkins, Gary Alexander và Doug Hemphill - Dick Tracy – Dennis Drummond, Thomas Causey, Chris Jenkins, David E. Campbell và Doug Hemphill - The Hunt for Red October – Cecelia Hall, George Watters II, Richard Bryce Goodman và Don Bassman - Wild at Heart – Randy Thom, Richard Hymns, Jon Huck và David Parker | Hiệu ứng hình ảnh đặc biệt xuất sắc nhất Honey, I Shrunk the Kids – Nhóm hiệu ứng hình ảnh đặc biệt - Dick Tracy – Nhóm hiệu ứng hình ảnh đặc biệt - Ghost – Nhóm hiệu ứng hình ảnh đặc biệt - Total Recall – Nhóm hiệu ứng hình ảnh đặc biệt                                         |
| Phim tài liệu hay nhất - Harold Lioyd The Third Genius – Kevin Brownlow và David Gill - The Last African Flying Boat – David Wallace - Viewpoint: Cambodia The Betrayal A Special Report by John Pilger – David Munro - Viewpoint: Ceausescu's Children – Patricia Ingram | Phim không nói tiếng Anh hay nhất Cinema Paradiso – Franco Cristaldi và Giuseppe Tornatore - Jesus of Montreal – Roger Frappier, Pierre Gendron và Denys Arcand - Mama, There's A Man in Your Bed – Jean-Louis Piel, Philippe Carcassonne và Coline Serreau - May Fools – Louis Malle |
| Phim hoạt hình ngắn hay nhất Toxic – Andrew McEwan - Deadsy – David Anderson - The Death of Stalinism in Bohemia – Jan Švankmajer | Phim ngắn hay nhất Say Goodbye – Michele Camarda và John Roberts - At the Border – Michael Drexler và Max Linder - Chicken – Julian Nott và Jo Shoop - Dear Rosie – Barnaby Thompson và Peter Cattaneo                                                                                |

## Thống kê
| Số lượng | Phim                       |
| -------- | -------------------------- |
| 11       | Cinema Paradiso            |
| 7        | Dick Tracy                 |
| 7        | Goodfellas                 |
| 6        | Crimes and Misdemeanors    |
| 4        | Driving Miss Daisy         |
| 4        | Ghost                      |
| 4        | Người đàn bà đẹp           |
| 3        | The Fabulous Baker Boys    |
| 3        | The Hunt for Red October   |
| 3        | Postcards from the Edge    |
| 2        | Born on the Fourth of July |
| 2        | The Sheltering Sky         |

| Số lượng | Phim            |
| -------- | --------------- |
| 5        | Cinema Paradiso |
| 5        | Goodfellas      |
| 2        | Dick Tracy      |